# Imielno (gmina)
Imielno (do 1954 gmina Mierzwin) – gmina wiejska w województwie świętokrzyskim, w powiecie jędrzejowskim. 
W latach 1975–1998 gmina położona była w województwie kieleckim.
Siedziba gminy to Imielno.
Na koniec 2010 r. gminę zamieszkiwało 4524 osób.

## Struktura powierzchni
Według stanu na 1 stycznia 2011 r. powierzchnia gminy wynosi 101,01 km².
W 2007 r. 82% obszaru gminy stanowiły użytki rolne, a 9% – użytki leśne.

## Demografia

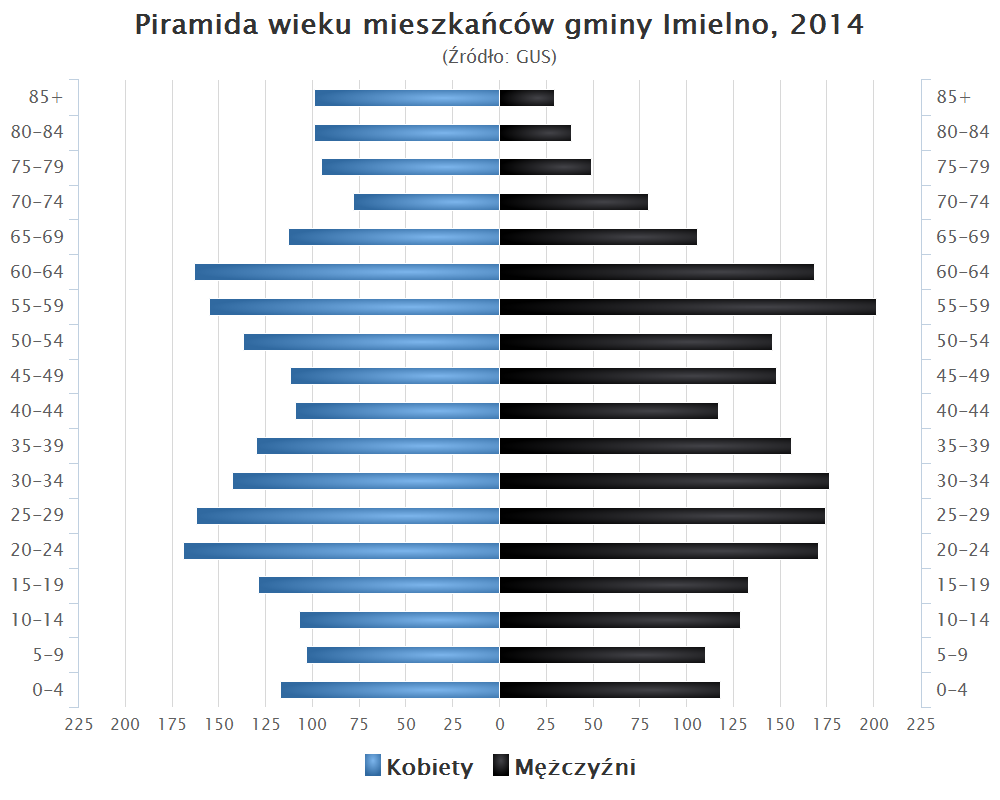
Piramida wieku mieszkańców gminy Imielno w 2014 roku

Dane z 31 grudnia 2010 r.:
| Opis      | Ogółem | Ogółem | Kobiety | Kobiety | Mężczyźni | Mężczyźni |
| --------- | ------ | ------ | ------- | ------- | --------- | --------- |
| jednostka | osób   | %      | osób    | %       | osób      | %         |
| populacja | 4 524  | 100    | 2 293   | 50,7    | 2 231     | 49,3      |

## Wykaz miejscowości podstawowych gminy i ich części integralnych
1. 0239391     Bełk     - wieś
  1. 1016368     Kępiotka     (przysiólek)
  2. 0239416     Kwasków     (kolonia)
  3. 0239400     Opłotki     (część miejscowości)
  4. 0239422     Szczery Bór     (przysiólek)
2. 0239439     Borszowice     - wieś
  1. 0239445     Podgózd     (przysiólek)
3. 0239451     Dalechowy     - wieś
4. 0239468     Dzierszyn     - wieś
  1. 0239474     Grupa     (kolonia)
  2. 0239480     Kamieniec     (kolonia)
5. 0239497     Grudzyny     - wieś
  1. 0239505     Wrzosy     (przysiólek)
6. 0239511     Helenówka     - wieś
  1. 0239528     Kolonia Mierzwińska     (kolonia)
  2. 0239534     Rogalów     (kolonia)
7. 0239540     Imielnica     - wieś
  1. 0239563     Choiny     (kolonia)
  2. 0239570     Gawronówka     (kolonia)
  3. 0239557     Piachy     (przysiólek)
8. 0239586     Imielno     - wieś
  1. 0239592     Okupniki     (część miejscowości)
  2. 0239600     Żabiniec     (część miejscowości)
9. 0239617     Jakubów     - wieś
  1. 0239646     Bugaj     (osada)
  2. 0239623     Dąbrowa     (kolonia)
  3. 0239652     Kolonie     (część miejscowości)
  4. 0239630     Malina     (kolonia)
  5. 1016374     Olszynka     (osada)
10. 0239669     Karczunek     - wieś
11. 0239675     Kawęczyn     - wieś
12. 0239681     Mierzwin     - wieś
13. 0239698     Motkowice     - wieś
  1. 0239741     Antoniów     (kolonia)
  2. 0239706     Jawór Stawski     (kolonia)
  3. 1016351     Karolówka     (kolonia)
  4. 0239712     Malina Druga     (kolonia)
  5. 0239729     Malina Pierwsza     (kolonia)
  6. 0239735     Siekiera     (osada leśna)
14. 0239758     Opatkowice Cysterskie     - wieś
  1. 0239764     Gawron     (część miejscowości)
15. 0239770     Opatkowice Drewniane     - wieś
  1. 0239787     Zapusty     (kolonia)
16. 0239793     Opatkowice Murowane     - wieś
17. 0239801     Opatkowice Pojałowskie     - wieś
18. 0239818     Rajchotka     - wieś
19. 0239824     Sobowice     - wieś
  1. 0239830     Kwasków     (kolonia)
  2. 0239847     Mecznik     (część miejscowości)
20. 0239853     Stawy     - wieś
  1. 1016380     Pastwisko     (kolonia)
  2. 0239860     Zamłynie     (kolonia)
21. 0239876     Wygoda     - wieś
  1. 0239907     Olszynka     (kolonia)
  2. 0239882     Pogrzebiec     (część miejscowości)
  3. 0239899     Za Olszynką     (kolonia)
22. 0239913     Zegartowice     - wieś
  1. 0239920     Olszowiec     (osada)

## Sołectwa
Bełk, Borszowice, Dalechowy, Dzierszyn, Grudzyny, Helenówka, Imielnica, Imielno, Jakubów, Karczunek, Kawęczyn, Mierzwin, Motkowice, Opatkowice Drewniane, Opatkowice Murowane, Opatkowice Pojałowskie i Cysterskie, Rajchotka, Sobowice, Stawy, Wygoda, Zegartowice.

## Sąsiednie gminy
Jędrzejów, Kije, Michałów, Pińczów, Sobków